# Stazione di Gualdo Tadino
La stazione di Gualdo Tadino è una stazione ferroviaria posta sulla linea Roma-Ancona. Serve il centro abitato di Gualdo Tadino.